# Catedral de San Juan Bosco (Comodoro Rivadavia)

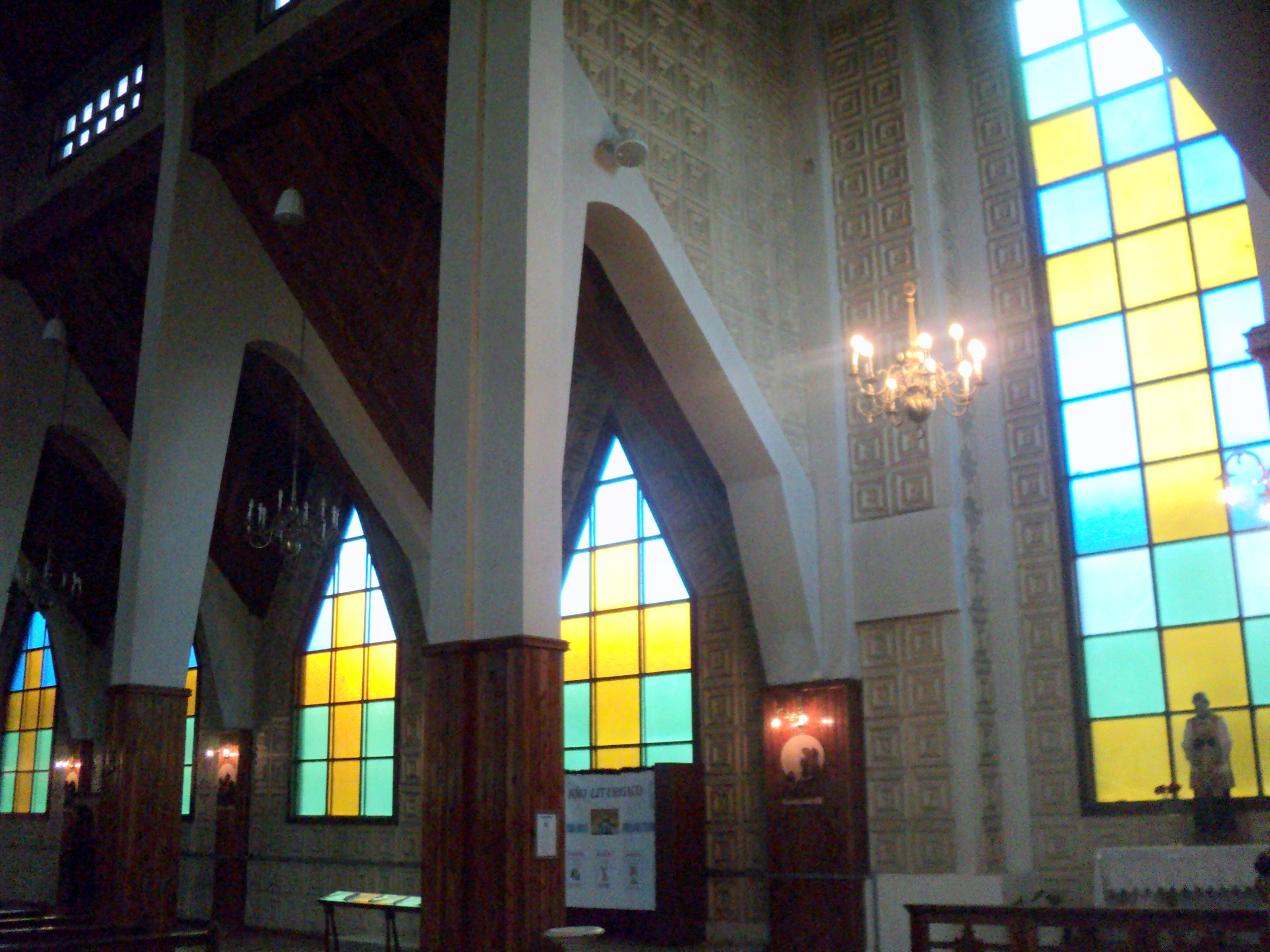
Interior de la catedral San Juan Bosco con sus enormes fenestrales

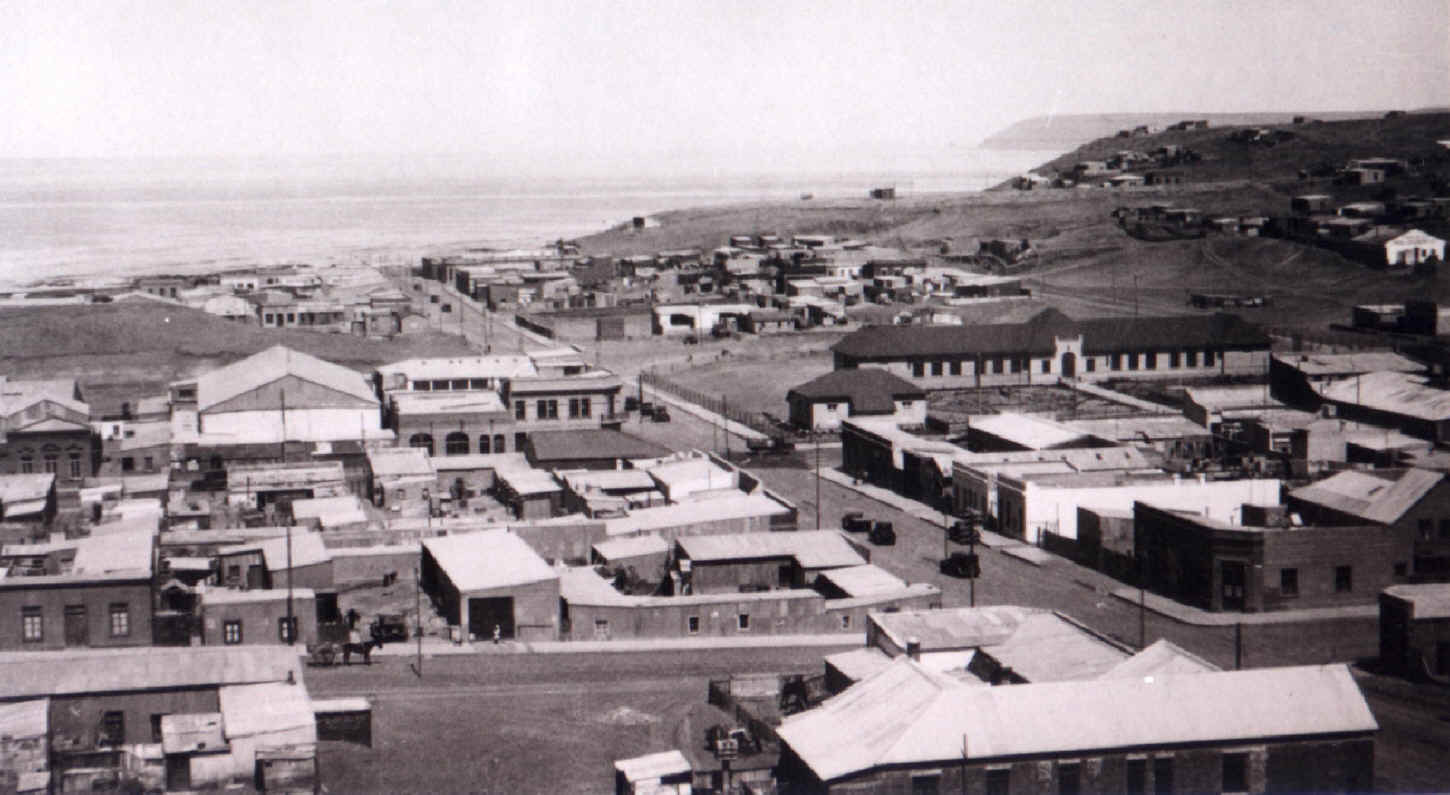
El casco céntrico de Comodoro con el cerro Chenque Chico interrumpiendo la urbanización. Esta loma ocupaba el espacio del Comando, justo en frente del boulevard que sería ocupado luego por la catedral.

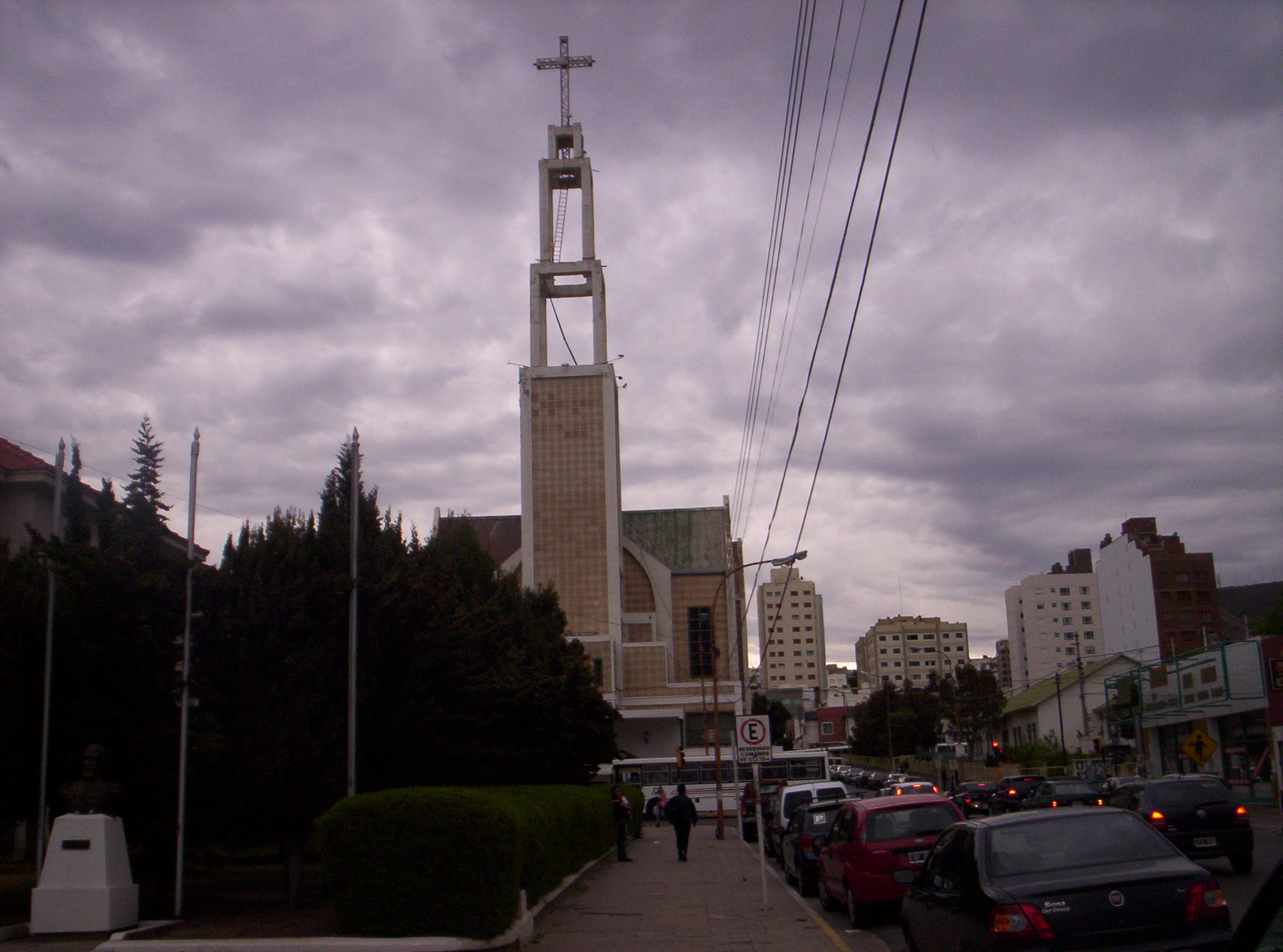
Vista de la catedral y sus alrededores

La Catedral de San Juan Bosco es el principal templo católico de la ciudad de Comodoro Rivadavia, provincia del Chubut, en Argentina. Se encuentra en la intersección de la calle Belgrano y la Avenida Rivadavia, y corresponde a la diócesis de Comodoro Rivadavia, sufragánea de la arquidiócesis de Bahía Blanca.

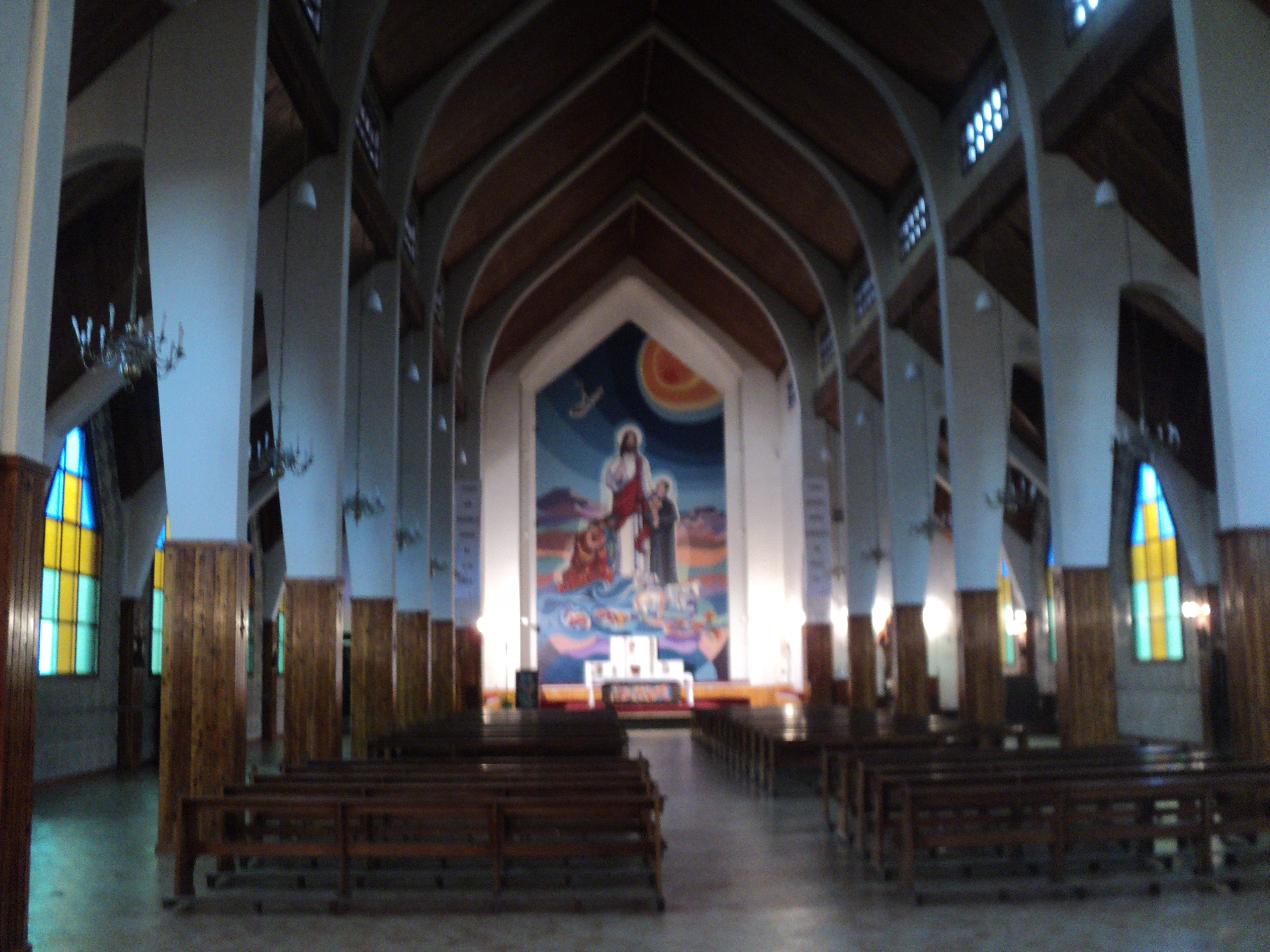
El interior poco ancho, pero largo de la catedral. La luz es natural gracias a sus enormes vidrieras. De fondo el mural “La visión de Don Bosco”

De estilo gótico-moderno e inaugurada por el monseñor Argimiro Moure el 26 de noviembre de 1978 y se la consagró el 9 de junio de 1979 por el monseñor Mariano Pérez, primer obispo de Comodoro Rivadavia.
Algunos elementos de la catedral, como los vitrales, provienen de Turín, Italia. Cabe destacar que fue la primera catedral en el mundo dedicada al fundador de la Congregación de los Salesianos.
Aunque la catedral fue inaugurada en 1978, permanece desde entonces inconclusa. En el acabado externo de su campanil los malos cálculos de ingeniería no permiten el peso de los materiales para su terminación que permitiría revestirlo.

## Historia
El primer antecedente de un templo católico en la zona de Comodoro Rivadavia tuvo lugar en 1923 con la construcción del templo de Santa Lucía. Fue erigido a 3 kilómetros al norte, en los entonces Yacimientos Petrolíferos Fiscales.
El presbítero Domingo Pérez fue designado párroco de Comodoro Rivadavia en 1928. Para ese entonces la única iglesia del lugar, era la Parroquia Santa Lucía en km 3. El 27 de abril de 1932, el párroco efectuó un pedido al Comisionado municipal solicitando un terreno ubicado en la calle Rivadavia entre Belgrano y España en la zona del “Chenque Chico”. El pedido se presentó junto a un croquis similar a la iglesia de Km 3. La Municipalidad respondió el pedido el 9 de agosto del mismo año. De este modo, la comunidad católica recibió un terreno con 20 metros de ancho por 60 de largo, con frente a la calle Belgrano y callejones.
En 1936, el Consejo Deliberante de la ciudad consultó al reverendo Gregorio Salvá, para elegir al santo patrono de la ciudad. Para ello, consultaron el santoral correspondiente el 23 de febrero (día de la fundación del pueblo) y eligen a San Pedro Damián.
Con el auge despertado por el petróleo el pueblo no tuvo edificio religioso propio. Funcionando siempre en locales prestados, galpones y garajes hasta que en 1935 se edificó el colegio María Auxiliadora y la capilla del colegio funcionó como el templo parroquial.
El 6 de agosto de 1941, el monseñor Nicolás Esandi empezó la construcción de una parroquia autónoma de Km 3. La misma fue nombrada San Pedro Damián, en el bulevar de la avenida Rivadavia, inaugurándose el 24 de diciembre de 1949, actualmente denominada Cripta San Pedro Damián y ubicada en el subsuelo de la Catedral. Su edificación bajo tierra se debió a los peligros que en 1941 representaba desde Europa la Segunda Guerra Mundial. Por esa razón, se propuso una edificación subterránea, que sirviese también de resguardo para la población ante posibles bombardeos.
A partir de la Gobernación Militar de Comodoro Rivadavia, la obra del templo toma un nuevo y vital impulso. En 1944, el “Chenque Chico” fue desmontado por orden del general Ángel Solari, en aquel entonces comandante de la “Agrupación Patagonia”. En 1947, se presenta el proyecto del ingeniero Guillermo Martín, para construir la catedral de la ciudad. La cripta fue finalizada y santificada en 1949.
El 11 de febrero de 1957, el papa Pío XII crea la diócesis de Comodoro Rivadavia teniendo jurisdicción en las provincias de Chubut y Santa Cruz, la gobernación de Tierra del Fuego y las Islas del Atlántico Sur. Su primer Obispo, el Monseñor Mariano Pérez, decidió nombrar como Patrono de la Diócesis a San Juan Bosco. Los planos iniciales de la construcción, por orden del gobernador militar, fueron ejecutados por el ingeniero Guillermo Martín, pero luego renovados por el arquitecto Pedro Carballo, quien le otorgó su estilo gótico que hoy luce.
En 1963, el Papa Juan XXIII bendijo la imagen de San Juan Bosco.
Su primer Obispo Monseño apenas tuvo tiempo, antes de su traslado en 1964, para ver la iniciación de las obras de la catedral.
En 1958 empezó la construcción de la catedral, que finalizó en noviembre de 1978. Se tardó 20 años en edificar y con continuas modificaciones que la convirtieron en un edificio no preparado para su funcionalidad. Los últimos años de construcción le demandó a la comunidad un gran esfuerzo ya que se tuvo que recurrir a rifas. Fue así que más de 10 autos 0 km, electrodomésticos y viajes al exterior fueron rifados. A esto se sumó que las personas donaron dinero y el municipio con provincia colaboraron con los techos y fachada de la obra. En contraprestación todos los contribuyentes podían sufragar la memoria de algún difunto, los cuales quedarían inscriptos en la Obra del Perpetuo sufragio ubicada al lado de la catedral. Además, el último día de cada mes se rezaba una misa especial para aquellos que habían hecho sus donaciones.
El 10 de abril de 1978, meses antes de la inauguración de la catedral San Juan Bosco, al fondo de la nave central, el mural La visión de Don Bosco tomaba forma y hoy es uno de los patrimonios del templo.
El 9 de junio de 1979, se realizó la ceremonia de consagración del templo, a la que asistió el presidente de facto, el general Jorge Rafael Videla.
El 23 de julio de 2009 la imagen y reliquia de Don Bosco permanecieron unos días en la catedral, en una peregrinación que atravesó varias ciudades.
En 2011, estrenó su novedoso sistema de sonido y se volvió el primer templo católico del país con un sistema de bafles colgantes.
Desde 2012 se supo que su sistema de calefacción sufrió avería desde hace unos inviernos lo que produjo que su número de fieles disminuyera drásticamente y además le impidiera desde entonces refugiar en las noches gente desamparada.
El 12 de enero de 2013, sufrió un robo vandálico que destruyó una vidriera para ingresar al templo, que había sido traída en 1959 de la ciudad italiana de Turín junto a la figura de San Juan Bosco, el patrono de la Patagonia. Había sido bendecido por el papa Juan XXIII. El saldo substraído fue de $5000 de limosna y una rifa en horas de la madrugada en pleno centro de la ciudad.
El 27 de mayo de 2015 los murales de la catedral fueron declarados patrimonio artístico por la ordenanza número 11 697/14, aprobada por el Concejo Deliberante de Comodoro Rivadavia. Según la Comisión Evaluadora del Patrimonio Histórico, Cultural y Natural de la ciudad, constituye una importante contribución al patrimonio de la ciudad por su valor artístico y testimonial. Por lo tanto se promueve su protección, preservación, gestión e intervención. El mural lleva el nombre de “La visión de Don Bosco”, mide 7,5 metros de ancho por 15 metros de alto, se sitúa al fondo de la nave central y su autora la artista plástica Dolores Ocampo de Morón.
En 2017 la fachada de la iglesia fue dañada con grafitis ofensivos. Los mismos fueron causados por organizaciones feministas en sus marchas "Ni una menos" por el centro de la ciudad. Según el movimiento feminista el escrache no fue contra los cristianos o personas que trabajan en la catedral sino en rechazo de las políticas que practica la institución católica. Pese a la denuncia pública en los medios las feministas se negaron a pedir disculpas.
Las pintadas generaron el rechazo de la comunidad en general. En los grafitis se plasmaron frases a favor del aborto y en contra del culto católico.
En junio de ese mismo año comenzó la restauración de la pintura y trabajos de revoque en sus paredes exteriores.

## Características
El edificio religioso se halla sobre un bulevar de la avenida Rivadavia, entre Belgrano y España y junto con los ex baños públicos que se encuentran algunas cuadras más arriba, son las únicas dos construcciones de Comodoro que fueron construidas sobre un bulevar. Lo estratégico de la ubicación elegida se denota en la esquina de la intersección de las calles Rivadavia y Belgrano; lugar con alto valor simbólico, político y social de Comodoro Rivadavia. Allí se ubican edificios como esta Catedral, la Escuela N.º 83 (primera de la ciudad) y el Comando del Ejército. Estas edificaciones marcan el centro de la ciudad fue destinado a estos tres edificios con sus respectivas instituciones como la educación, la religión y las armas. Fueron dispuestos como instituciones centrales y umbilicales de una ciudad estratégica para la provincia del Chubut.
A pesar de la ubicación estratégica que posee el edificio religioso, hoy sufre los problemas de espacios y accesibilidad. Además se ubica peligrosamente entre una avenida por ambas manos y dos calles altamente transitadas.
La catedral fue construida con ladrillo y hormigón. Posee 62 m de largo y 20 m de ancho, mientras que la profundidad de la nave es de 17 metros. Además, posee doce columnas que representan a los 12 apóstoles. Lo angosto del terreno que ocupó sobre el bulevar condiciona su funcionalidad, dado impide la accesibilidad a discapacitados y no posee los jardines que cualquier catedral brindaría, siendo todo el espacio en cemento. Además se ubica peligrosamente entre cuatro calles altamente transitadas.
La torre, que posee una cruz de aluminio de 11 m, llega a una altura de 60 m. En la cruz se colocó un cofre que contiene las intenciones como sentido de ofrenda de todos los fieles que colaboraron en la construcción de la catedral.
En el interior hay un muro del ábside, obra de la artista Dolores Ocampo de Morón. Otros artistas que también trabajaron aquí fueron Jadwiga Szymanski de Koprowoski (Calvario) y Marta Moroder (estatua de María Auxiliadora).
En la actualidad sufre los problemas de las napas freáticas, la falta de baños en su interior y la falta de accesibilidad para los discapacitados motores por su mala ubicación y falta de planeamiento funcional. El padre párroco de la catedral comentó sobre estos problemas:

“Al ser un bulevar nos condiciona como iglesia, porque no tenemos patio ni podemos tener jardín, una serie de límites en el edificio, la comunidad no supo encontrar un lugar adecuado para su iglesia”.
Marcelo Nieva

## Divisiones
El edificio se subdivide en 4 partes las cuales están todas juntas, pero constituyen distintas secciones que no están comunicadas entre ellas:
- edificio catedral propiamente dicho;
- cripta San Pedro Damián, ubicada en el subsuelo de la catedral, se corresponde con la parroquia San Pedro Damián, inaugurada el 24 de diciembre de 1949, construida en forma subterránea, ya que se creía que era un buen refugio antiaéreo a dónde la población podría recurrir;[5]
- librería cristiana San Pablo tuvo apertura en 2010, se halla en planta baja; es la 15.ª sede del país y ofrece una variedad de artículos con un catálogo de más de 900 productos.[21]
- obispado de la diócesis de Comodoro Rivadavia;
- estacionamiento/concesionaria: ubicada en la parte posterior del edificio un espacio cementado que se alquila a particulares. Al estar justo en el tramo final de la pendiente de la avenida Rivadavia sufre accidente de distintos vehículos que pierden el control.[22]

## Galería

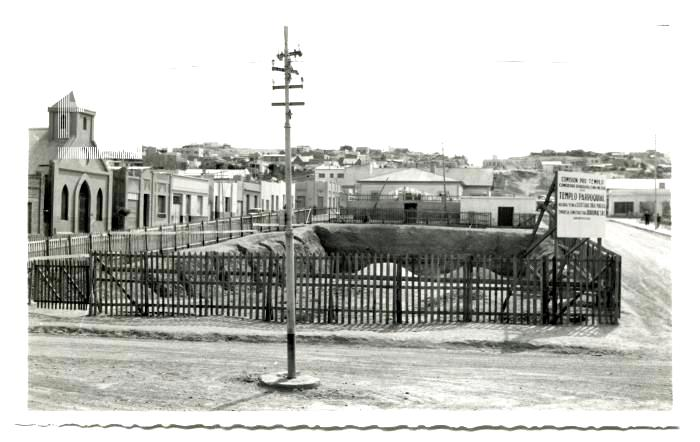
Inicios de la obra del templo católico en 1945 durante el periodo de la Gobernación Militar de Comodoro Rivadavia
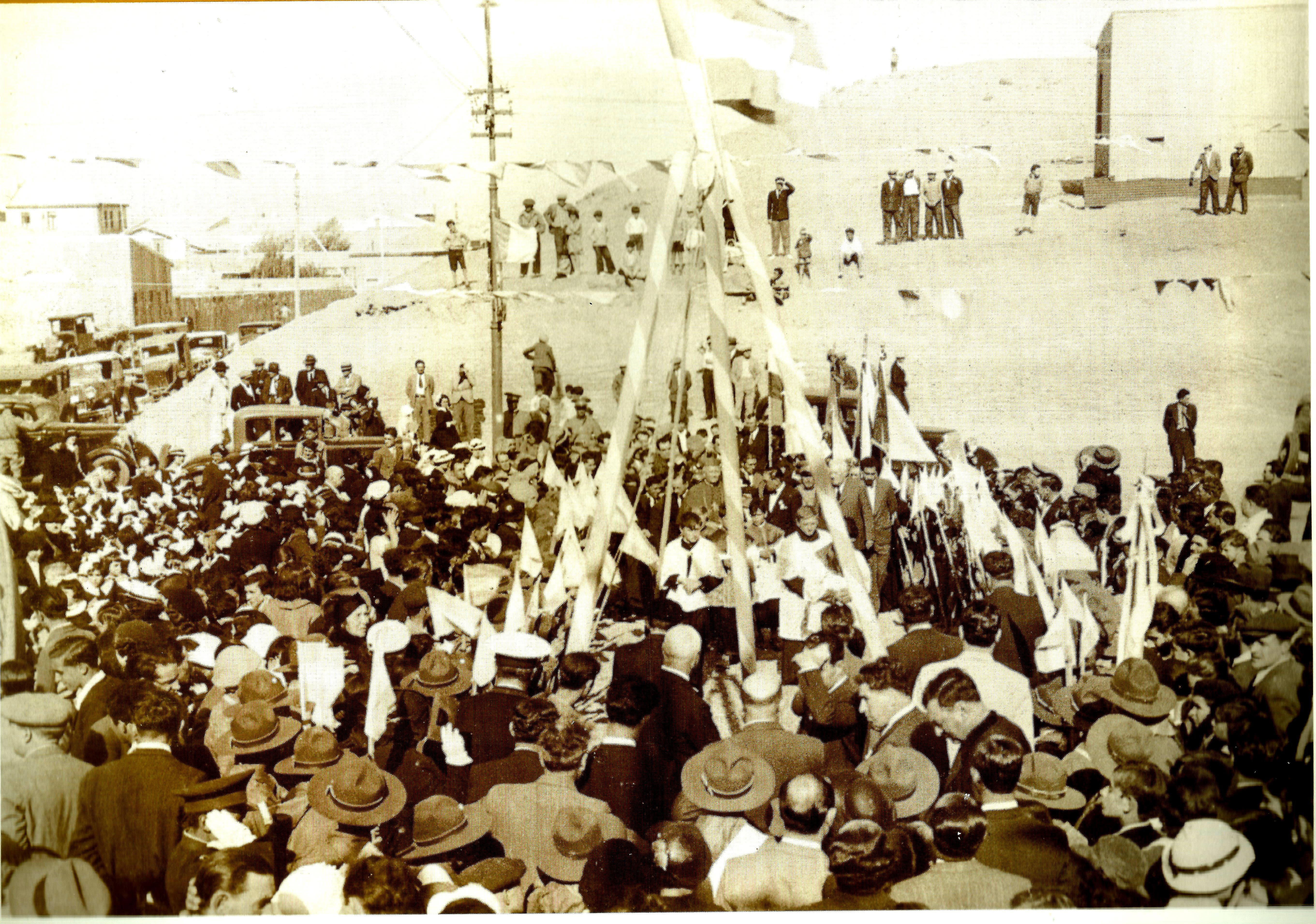
El obispo diocesiano Nicolás Esandi en la colocación de la piedra fundamental de la catedral de San Juan Bosco. De fondo el Chenque Chico antes de su desmonte
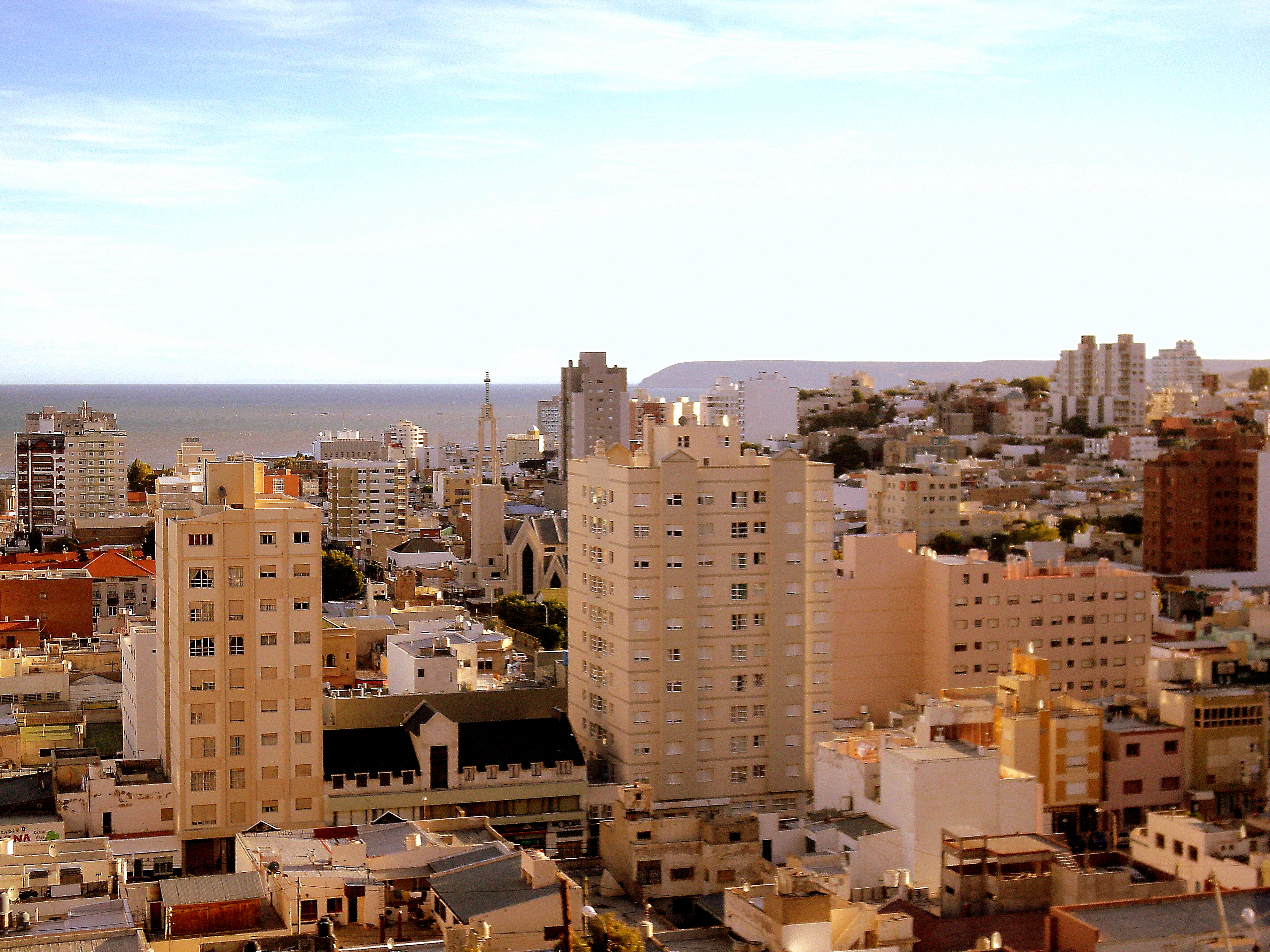
Parte del microcentro comodorense que muestra a la catedral rodeada de edificación de altura. Nótese que se eleva con facilidad sobre varios de ellas y sólo es sobrepasada por Los Álamos II de 15 pisos, la torre más alta de la ciudad hasta la fecha.
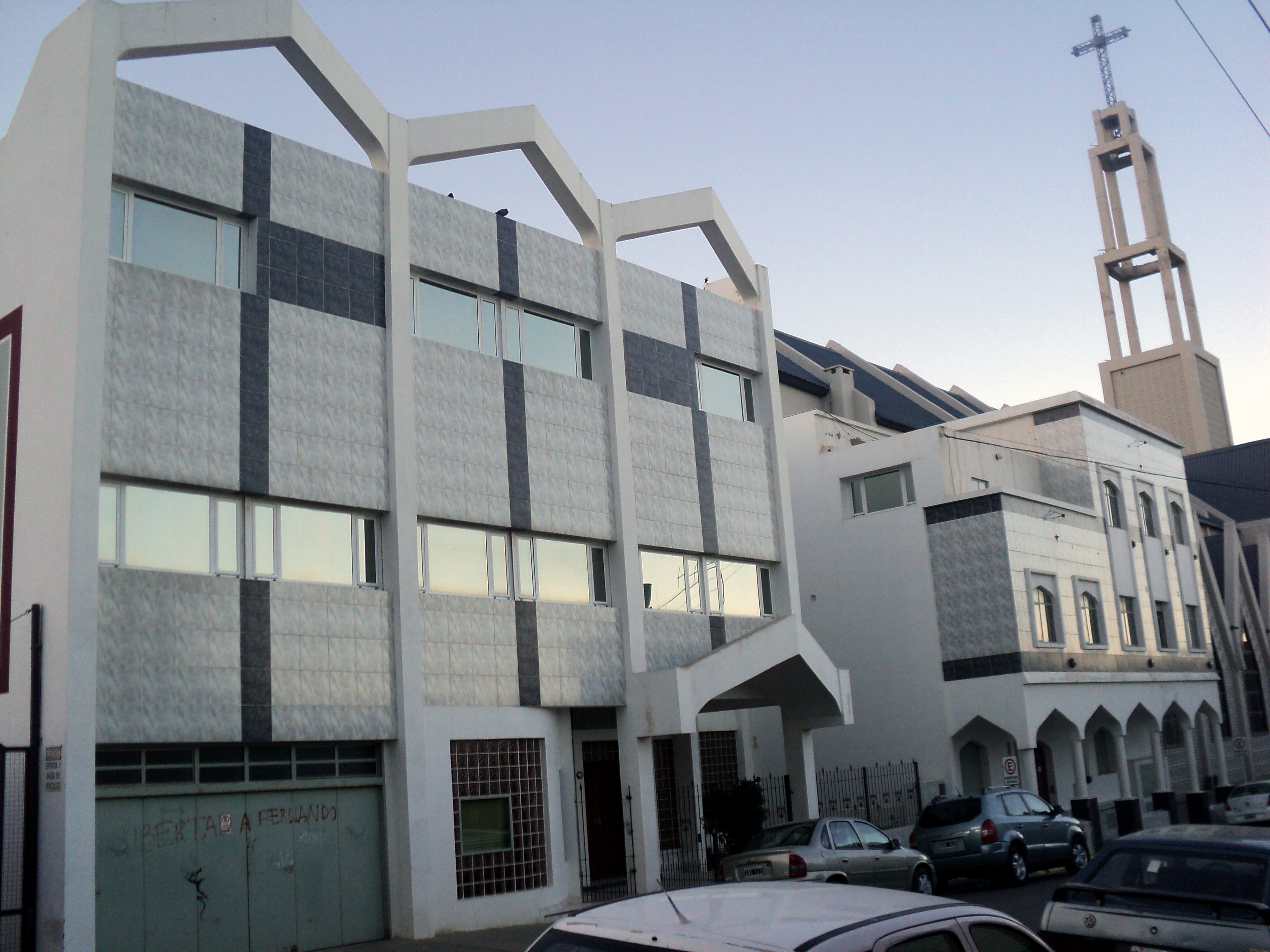
El obispado de la diócesis de Comodoro Rivadavia atrás de la catedral.